# جمعیت‌شناسی شیراز
شیراز مرکز استان فارس و بزرگترین شهر جنوب ایران است. براساس سرشماری عمومی نفوس و مسکن سال ۱۳۹۵ خورشیدی، جمعیت شیراز در این سال بالغ بر ۱٬۵۶۵٬۵۷۲ تن بوده‌است. میزان رشد جمعیت در شیراز سالانه ۱/۴۴ درصد است. بیشینه مردم شیراز فارسی‌زبان هستند و به لهجه شیرازی سخن می‌گویند.

## جمعیت
در نخستین سرشماری رسمی ایران که در سال ۱۳۳۵ خورشیدی انجام گرفت، شهر شیراز با ۱۷۰٬۶۵۹ تن جمعیت ششمین شهر پرجمعیت ایران بود. در سرشماری سال ۱۳۵۵ خورشیدی این شهر با پیشی‌گرفتن بر آبادان به پنجمین شهر پرجمعیت ایران تبدیل شد و تا سرشماری سال ۱۳۷۵ خورشیدی همین جایگاه را در اختیار داشت. در آخرین سرشماری انجام‌گرفته در سال ۱۳۸۵ خورشیدی، کرج با رشد سریع خود بر شیراز پیشی گرفت.
براساس سرشماری عمومی نفوس و مسکن سال ۱۳۹۵ خورشیدی، جمعیت شهرستان شیراز در این سال بالغ بر ۱٬۸۶۹٬۰۰۱ تن بوده‌است که از این تعداد ۹۴۲٬۴۴۴ تن مرد و ۹۲۶٬۵۵۷ تن زن بوده‌اند. همچنین تعداد خانوارهای ساکن این شهر، ۵۶۷٬۵۶۷ خانوار بوده‌است که از این تعداد ۱٬۵۶۵٬۵۷۲ تن در شهر شیراز زندگی می‌کنند.

### بر پایه منطقه

تغییرات جمعیت شیراز بین سال‌های ۱۳۳۵ تا ۱۳۹۵

| منطقه    | جمعیت                                             | مرد     | زن      | خانوار |
| -------- | ------------------------------------------------- | ------- | ------- | ------ |
| منطقه ۱  | ۱۵۹٬۵۱۳                                           | ۷۷٬۰۷۰  | ۸۲٬۴۴۳  | ۴۹٬۶۵۴ |
| منطقه ۲  | ۱۷۸٬۱۱۶                                           | ۹۰٬۳۹۳  | ۸۷٬۷۲۳  | ۵۳٬۲۶۰ |
| منطقه ۳  | ۱۹۷٬۴۵۸                                           | ۹۹٬۱۸۱  | ۹۸٬۲۷۷  | ۶۰٬۶۲۵ |
| منطقه ۴  | ۲۵۴٬۵۰۳                                           | ۱۲۴٬۱۷۷ | ۱۲۹٬۷۲۶ | ۸۰٬۴۳۵ |
| منطقه ۵  | ۱۵۶٬۱۰۵                                           | ۸۲٬۱۰۳  | ۷۴٬۰۰۲  | ۴۴٬۷۹۰ |
| منطقه ۶  | ۱۱۹٬۶۳۵                                           | ۵۸٬۴۵۰  | ۶۱٬۱۸۵  | ۳۸٬۹۳۷ |
| منطقه ۷  | ۱۸۶٬۵۰۰                                           | ۹۴٬۵۴۹  | ۹۱٬۹۵۱  | ۵۶٬۰۶۴ |
| منطقه ۸  | ۳۵٬۷۲۷                                            | ۱۸٬۵۵۲  | ۱۷٬۱۷۵  | ۱۰٬۶۹۲ |
| منطقه ۹  | ۱۴۰٬۷۱۸                                           | ۷۱٬۲۹۲  | ۶۹٬۴۲۶  | ۴۱٬۵۵۱ |
| منطقه ۱۰ | ۱۳۷٬۲۹۷                                           | ۶۹٬۰۸۳  | ۶۸٬۲۱۴  | ۴۱٬۹۰۸ |
| منطقه ۱۱ | در این سرشماری این منطقه بخشی از مناطق ۳ و ۷ بود. |         |         |        |

### بر پایه سن
| مردان  | سن          | زنان   |
| ------ | ----------- | ------ |
| ۵۰٬۹۲۲ | بیشتر از ۶۵ | ۴۹٬۴۸۰ |
| ۳۰٬۷۸۵ | ۶۰–۶۴       | ۲۹٬۷۵۴ |
| ۳۹٬۱۰۲ | ۵۵–۵۹       | ۳۸٬۱۵۹ |
| ۴۴٬۶۲۳ | ۵۰–۵۴       | ۴۳٬۹۵۰ |
| ۵۰٬۸۲۰ | ۴۵–۴۹       | ۵۰٬۹۵۷ |
| ۵۳٬۱۸۹ | ۴۰–۴۴       | ۵۳٬۹۶۱ |
| ۷۱٬۴۹۴ | ۳۵–۳۹       | ۷۳٬۶۱۷ |
| ۹۱٬۹۹۵ | ۳۰–۳۴       | ۹۵٬۲۴۰ |
| ۸۱٬۱۳۸ | ۲۵–۲۹       | ۸۴٬۸۴۵ |
| ۶۰٬۹۴۶ | ۲۰–۲۴       | ۵۹٬۶۶۳ |
| ۵۱٬۷۷۴ | ۱۵–۱۹       | ۴۸٬۸۷۲ |
| ۴۹٬۸۹۹ | ۱۰–۱۴       | ۴۷٬۷۲۳ |
| ۵۴٬۴۲۷ | ۵–۹         | ۵۲٬۲۸۰ |
| ۵۴٬۳۳۶ | ۰–۴         | ۵۱٬۶۲۱ |

## دین
بیشتر ساکنان شیراز مسلمان و شیعه دوازده امامی هستند. دیگر جوامع مذهبی این شهر اهل سنت، بهائیان، زرتشتیان، مسیحیان و یهودیان هستند. طبق سرشماری سال ۱۳۹۵ اقلیت‌های رسمی استان فارس شامل ۵۸۸۰ مسیحی، ۲۸۱۶ یهودی و ۸۳۹ زرتشتی بودند که بیشتر آن‌ها در شیراز زندگی می‌کنند. این شهر همچنین دارای جمعیت بهایی قابل توجهی است و از این نظر دومین شهر کشور پس از تهران به‌شمار می‌رود. طی یک پژوهش شیراز سکولارترین شهر ایران معرفی شد.
شیراز دارای یک جامعه برجسته یهودی است که جمعیت آن‌ها تا ۶ هزار نفر نیز برآورد شده‌است؛ گرچه بیشتر آن‌ها در دهه‌های اخیر به آمریکا و اسرائیل مهاجرت کرده‌اند. یهودیان در شیراز در گذشته در محله جودها (کلیمیان) ساکن بودند و امروزه دارای ۱۷ کنیسه در نقاط مختلف شهر هستند که کنیسه ربیع‌زاده بزرگ‌ترین آن‌هاست. این شهر در کنار تهران و اصفهان یکی از معدود شهرهای ایران با جمعیت قابل توجه یهودی و بیش از یک کنیسه فعال است.
شیراز پس از تهران، یزد و کرمان میزبان بزرگ‌ترین گروه زرتشتیان ایران است. زرتشتیان شیراز در گذشته در میان اقلیت‌های مذهبی این شهر از جایگاه خاصی برخوردار بودند. آن‌ها از زمان اسلام آوردن بیشینه اهالی شهر تا حدود دوره صفویه بزرگ‌ترین اقلیت دینی شیراز به‌شمار می‌رفتند اما امروزه از نظر جمعیت کوچک‌ترین آن‌هایند. امروزه یک آتشکده در شیراز فعال است که آیین‌های مزدیسنا در آن برگزار می‌شود.
مسیحیان شیراز در گذشته بیشتر از ارامنه بودند و در محله ارمنی‌ها متمرکز بودند اما در سده‌های ۱۹ و ۲۰ میلادی به دلیل فعالیت‌های تبلیغاتی مسیحی گروه‌های کوچکی از مسیحیان فرقه پروتستان مانند انگلیکن و پرسبیتری در شیراز پدید آمدند. هم‌اکنون دو کلیسای فعال در شیراز وجود دارد؛ کلیسای مریم مقدس وابسته به کلیسای حواری ارمنی و کلیسای شمعون غیور وابسته به کلیسای انگلیکن.

## زبان
مردم شیراز زبان فارسی را با لهجه شیرازی تکلم می‌کنند. لهجه شیرازی دارای ۲۳ همخوان /P/ , /b/ , /f/ , /v/ , /t/ , /d/ , /k/ , /g/ , /q/ , /c/ , /j/ , /s/ , /z/ , /s/ , /z/ , /m/ , /n/ , /l/ , /r/ , /h/ , /x/ , /?/ , /y/ و ۹ واکه ساده /a/ , /a:/ , /e/ , /e:/ , /o/ , /o:/ , /a/ , /i/ , /u/ و ۵ واکه مرکب /y/ , /ay/ , /ou/ , /ey/ , /ow/ است و ساخت هجایی آن cvc(c) است. تحقیقات در مورد وضع حاضر لهجه شیرازی نشان می‌دهد که در میان شیرازیان میزان آشنایی با این لهجه در سنین بالاتر بیشتر است. در میان بانوان میزان آشنایی زنان خانه‌دار و در میان مردان، کسانی که کار آزاد دارند آشنایی بیشتری با این لهجه دارند. ظهور دو شاعر بزرگ فارسی نو، حافظ و سعدی، باعث تأثیرپذیری تمام جنبه‌های زندگی مردم شیراز از عصر مغول به پس از آثار این شاعران شد. به‌گونه‌ای که باعث افول گویش پیشین مردمان این شهر و حکم‌فرما شدن فارسی نو در این شهر شد.

## قومیت
بیشینه مردم شیراز از فارسی‌زبانان هستند و پس از آن‌ها ترک‌ها (عمدتا قشقایی و ایلات ترک خمسه) و لرها جمعیت شهر را تشکیل می‌دهند. اقلیتی از بلوچ‌ها، کردها، عرب‌ها و مردمان شمال ایران نیز در شیراز می‌زیند.
طی پژوهشی که شرکت پژوهشگران خبره پارس به سفارش شورای فرهنگ عمومی در سال ۸۹ انجام داد و براساس یک بررسی میدانی و یک جامعه آماری از میان ساکنان ۲۸۸ شهر و حدود ۱۴۰۰ روستای سراسر کشور، درصد اقوامی که در این نظر سنجی نمونه‌گیری شد در شیراز به قرار زیر بود:
نظرسنجی سال ۱۳۸۹
| اقوام کلان‌شهر شیراز | اقوام کلان‌شهر شیراز | اقوام کلان‌شهر شیراز | اقوام کلان‌شهر شیراز | اقوام کلان‌شهر شیراز |
| ------------------- | ------------------- | ------------------- | ------------------- | ------------------- |
| قومیت               | قومیت               |                     | درصد                | درصد                |
| فارس                | فارس                |                     | ۸۴٫۴٪               | ۸۴٫۴٪               |
| ترک                 | ترک                 |                     | ۱۰٫۶٪               | ۱۰٫۶٪               |
| لر                  | لر                  |                     | ۳٫۶٪                | ۳٫۶٪                |
| بلوچ                | بلوچ                |                     | ۰٫۷٪                | ۰٫۷٪                |
| کرد                 | کرد                 |                     | ۰٫۴٪                | ۰٫۴٪                |
| عرب                 | عرب                 |                     | ۰٫۴٪                | ۰٫۴٪                |